# گرینلیف (کانزاس)
گرینلیف (به انگلیسی: Greenleaf) شهری در ایالت کانزاس کشور ایالات متحده آمریکا است که جمعیت آن در سرشماری سال ۲۰۱۰ میلادی، ۳۳۱ نفر بوده‌است.